# Scaphyglottis longicaulis
Scaphyglottis longicaulis é uma espécie de orquídea epífita, família Orchidaceae, que habita da Costa Rica ao Equador.